# 同情者
《同情者》（英語：The Sympathizer）是越南裔美國小説家阮清越於2015年出版的處女作暢銷書以及2016年普利茲小説獎的獲獎作品。此書涉及到了多個文學體裁與手法，包括美國移民、解謎、政治、後設 、黑色幽默、歷史、諜報與戰爭等，受到廣泛的積極評價并獲得了《紐約時報》的編輯推薦。
該部作品中，故事的第一幕爲「西貢陷落」，而此書的出版時間也在該事件發生的整整40年之後。主角是一個無名的敘述者，作爲内奸被越南人民軍安插於越南共和國軍、隱匿在美國一個南越流亡社區當中。在從美國回到越南參與反共游擊隊之前，敘述者以外籍專家與文化顧問的身份針對一部正在拍攝的美國電影進行了指導——小説中提及的該部電影與《野戰排》和《現代啓示錄》非常相似。敘述者同時作爲内奸與移民的雙重身份和時年越南戰爭的美國化在國際文學中的體現是這部書的主題。

## 梗概
故事采用倒敘的方式從一個政治犯被迫認罪時的自白展開，記錄了一名法越混血、爲共產黨效力的間諜眼中的越南共和國政府與他被流放至美國洛杉磯的一系列事件。從西貢陷落到進入難民營後遷移至洛杉磯，從在菲律賓做電影顧問到回歸故土時所面臨的監禁，這名間諜自始至終都在故事中保持匿名。
主角時而矛盾的雙面人生在小說中無處不在。他身兼越南母親與法國父親的血統（後者是一名天主教神父）；他在越南長大而在美國就讀大學；他是北越臥底卻也是南越軍官、士兵與美國中情局特工的好友。西貢陷落迫在眉睫之時，他身爲一名副官抓住最後的一絲機遇通過美軍的撤離計劃「常風行動」設法逃出越南以確保其朋友博恩（Bon）、其追隨的將軍及其自身的安全。其間，人潮在疏散過程當中突然遭遇槍擊。混亂之下，博恩的妻孩均被流彈命中而亡。
抵達洛杉磯后，主角、將軍及其舊部面對異國文化的衝突與他們社會地位的劇烈下降而倍受打擊。將軍試圖挽回昔日風光，自己經營了一家酒品商店。而後其在美國社會所遭遇的種種壓制與非人對待卻迫使著他制定計劃、在南越僑民中集結部隊，以反叛者的身分重回越南。參與僑民武裝活動的同時，主角在西方學院找了一份文職，并先後與他的日裔美國同事森小姐（Ms. Mori；或譯爲「毛利小姐」）及將軍的大女兒拉娜（Lana）發展了關係。在美國生活的日子裡，主角一直通過隱形墨水把將軍試圖重塑一支突擊隊的計劃寫在信紙上作爲情報寄往北越的革命黨成員、綫人馬恩（Man）。
當主角收到一份以越南戰爭爲主題的好萊塢電影《哈姆雷特》（The Hamlet）（或譯《村莊》，書中這部虛構電影描述美軍守衛一座村莊（hamlet）、抵禦北越攻擊）之顧問邀約時，他視其爲一個展現戰爭多面性的機遇、進而能使得越南在表述其歷史的作品中獲得一次發言權。但是在菲律賓的電影工作使主角格外挫敗：他感覺自己無力參與美國對戰爭注入的充滿誤導與浪漫色彩的詮釋，更在一次拍攝當中因炸藥被過早引爆而險些喪命現場。由於導演對他太過嫌惡，此次爆炸僅僅是失誤還是另有隱情則不得而知。
康復後，主角斷然拒絕了馬恩要求他繼續潛伏於美國的提議，并決定隨僑民武裝回歸越南。出發前夕，主角發現將軍的一名武官桑尼上尉（Captain "Sonny"）在他逗留菲律賓期間與森小姐發生了關係，隨即將桑尼槍殺。於越南執行任務時，主角爲保護博恩竭盡全力。寡不敵衆，他們最終均被捕獲并投入牢獄。
主角在營房之中寫下了他的認罪書，向一名政治委員下屬的司令官懇求赦免。可認罪書中并非是他的共產主義同志們希望聽到的内容——對於一個個致使其走向今日境地的故事，主角的文字盤根錯節而又細緻入微。他拒絕片面地描寫事物，而是毫無保留地陳述。他甚至寫下了兒時沒有父親的痛苦回憶和他第一次自慰的經歷，以及他對於一個因極度複雜之紛爭而分裂的國家的種種同情。主角仍舊自視共產主義者與革命黨人、珍視他與那些本應是仇敵之人的友誼，并理解所有光榮地爲祖國而戰的軍人。認罪書一次又一次地被駁回，但最終他還是被帶到了政委的面前。
并未表露真面目的政委竟然是主角的直屬上級——馬恩。然而這一事實并沒有阻止馬恩以再教育爲由對他施以酷刑。首先，主角必須承認其在某次一名女性共產黨間諜所遭受的的折磨與强奸中保持沉默；其次，他必須肯定自己無意識地參與了對父親的謀殺；最後，他必須知會馬恩的最後一課：爲獨立和自由而發起的革命會令獨立與自由本身變得虛無縹緲、一錢不值，此時此刻虛無卻會比獨立、自由變得更加寶貴。故事的最后一幕，主角化爲越南船民中的一員漂泊於海上。

## 風格
幾乎每一篇《同情者》的評論都涉及到了該作的獨特風格：匿名敘述者與他的旁白。敘述者用他那「雜技般的本領」（"acrobatic ability"）帶領讀者親歷戰爭與美國認同的矛盾。故事中第一人稱的敘述則脫胎於作品本身的背景：主角爲向捕獲他的共產主義者解釋其流亡動機而寫下的認罪書。同時，共產主義者再三强迫主角將自述重寫，從而矯正他對美國與南越敵人的意識形態觀感。許多文學評論家將此書的敘事風格與一些美國作家相比較。《衛報》作者蘭迪·博亞格達將該書的第一段描述爲「對拉爾夫·艾里森《看不見的人》的華麗重現」（"showy riff on Ralph Ellison's Invisible Man"） 。博亞格達表示，《同情者》主角的無名身份與雙面人生從作品的隱匿手法來看與《看不見的人》一書中的非裔美國敘述者有著顯著的相似之處。《華盛頓郵報》評論家羅恩·查爾斯認爲《同情者》主角的旁白看似是同時從菲利普·羅斯的自虐喜劇情節與華特·惠特曼動人的苦難篇章當中汲取的靈感。

## 主題
多數對《同情者》的評價將其視作對美國中心主義世界觀之作品的回應，尤其是該書中有關主角被邀請爲越戰電影《哈姆雷特》出任顧問的章節批判性審視了這一世界觀。羅恩·查爾斯稱該部分的悲劇與喜劇色彩不相上下，且是整部作品的點睛之筆
。《紐約時報書評》將越南戰爭比作「文學戰爭」，稱阮清越的文字爲「（越南立場的）無聲者帶來了聲音、迫使我們以新的視角重審40年前的歷史」。在某種程度上，該作也反應了阮清越自身對《野戰排》、《現代啓示錄》與《藍波系列電影》（《第一滴血》）等作品及其對血腥殺戮之描寫的欣賞和他的其它複雜情緒 。驅使著《同情者》中許多情節發展的是主角社會階層、教育背景與忠誠等多方面的雙面性。起初，這一雙面性是主角的力量源泉、在種種衝突中爲之提供了敏銳的批判與調查能力；不過最終，這一雙面性又「成爲了可能會在法蘭茲·卡夫卡或尚·惹內筆下顯現的最最荒謬的反噬力量」。

## 反響
一位越南人在書評中寫道：美國人終于有機會從一個全新的、與好萊塢「神話締造者們」（myth-makers）筆下的故事形成鮮明對比的角度見證戰爭。《紐約時報書評》爲《同情者》在越戰主題文學中的地位表達了贊譽，并認爲該作對主角雙面性的處理手法能夠與約瑟夫·康拉德、格雷厄姆·格林與約翰·勒卡雷等文學大師相提并論。羅恩·查爾斯認爲該書「無疑是戰爭小説中的經典」，且「入木三分、一針見血」。查爾斯指出，這一作品的價值并不主要體現於外界對其越戰主題有著如何熱烈的爆發性反響，而在於「阮清越探究了人生的孤寂凄涼、仁愛的昂貴代價與同情的悲慘底綫」。蘭迪·博亞格達認爲該書「大膽、精妙、且具有全球意識地重塑了越南戰爭及其数不胜数的個人與公衆遗产」。
《同情者》所遭到的批評較多地集中於故事中冗長的描寫。雖然博亞格達總體上對該書有著積極的看法，他也在「贅述」這一問題上評價道：「上尉那爲了嘩衆取寵而表現出的反東西方刻板印象、反美國與天主教之公認劣行的形象無非是飽含抱怨與反證的陳詞濫調，使他的獨白顯得死板而僵硬。阮清越自身的學歷背景此刻顯現無遺，暴露出他那試圖鼓舞人心、實則莫過於説教式的辭藻」。

## 獎項
- 2015年小説中心第一小説獎（英语：Center for Fiction First Novel Prize）得主[10]
- 2015年亞洲太平洋裔美國圖書館管理員協會（英语：Asian Pacific American Librarians Association）亞太裔美國人文學獎（英语：Asian/Pacific American Awards for Literature）得主[11]
- 2016年普立茲小說獎得主[12]
- 2016年戴頓文學和平獎（英语：Dayton Literary Peace Prize）得主[13]
- 2016年美國圖書館協會安德魯·卡内基優秀小説與非小說獎章（英语：Andrew Carnegie Medals for Excellence in Fiction and Nonfiction）得主[14]
- 2016年美國神秘作家協會（英语：Mystery Writers of America）愛倫·坡最佳美國小説獎得主[15]
- 2016年笔会福克纳小说奖（英语：PEN/Faulkner Award for Fiction）決賽入圍[16]
- 2017年國際IMPAC都柏林文學獎候選名單（英语：Short list）入圍[17]